# Langevin (cráter)

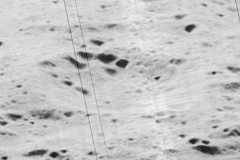
Imagen oblicua de la misión Lunar Orbiter 5, mirando al oeste

Langevin es un cráter situado en la cara oculta de la Luna, al este de la llanura amurallada del cráter Campbell, y al oeste del cráter Chandler.
|  |

Se trata de un cráter muy dañado, que ha sido erosionado por múltiples impactos superpuestos. Aparte de la depresión que Langevin crea en la superficie, apenas se distingue del terreno circundante. El borde exterior y sus características interiores originales han perdido gran parte de su definición debido a este desgaste. Numerosos pequeños cráteres se encuentran en el brocal, incluyendo un grupo de impactos en el suroeste y un cráter en el borde noreste. El interior está marcado por muchos pequeños cráteres.

## Cráteres satélite
Por convención estos elementos son identificados en los mapas lunares poniendo la letra en el lado del punto medio del cráter que está más cercano a Langevin.
|          | \| Langevin \| Coordenadas \| Diámetro \| \| -------- \| ------------------------------ \| -------- \| \| C \| 46°24′N 165°30′E / 46.4, 165.5 \| 19 km \| |          |
| Langevin | Coordenadas | Diámetro |
| C        | 46°24′N 165°30′E / 46.4, 165.5 | 19 km    |